# Tenzing Norgay
Tenzing Norgay (tiếng Nepal: तेन्जिङ नोर्गे शेर्पा) (tháng 5 năm 1914 - 9 tháng 5 năm 1986), còn được biết đến với tên Sherpa Tenzing, là một nhà leo núi người Nepal thuộc dân tộc Sherpa. Ngày 29 tháng 5 năm 1953, ông cùng nhà leo núi người New Zealand Edmund Hillary là hai người đầu tiên trên thế giới leo đến đỉnh Everest.

## Tiểu sử
Tenzing Norgay sinh ra trong một gia đình nông dân ở Khumbu, Nepal, khá gần với đỉnh Everest. Vào thời điểm Tenzing và Edmund Hillary leo lên đỉnh núi này, rất nhiều người cho rằng ông sinh ra tại đây. Tuy nhiên trong thập niên 1990 người ta mới biết rằng Tenzing Norgay sinh ra và sống phần lớn tuổi thơ tại Thung lũng Kharta thuộc Tây Tạng ở phía Đông của đỉnh Everest. Không thể xác định ngày sinh chính xác của Tenzing do điều kiện hành chính ở vùng này đầu thế kỉ 20, nhưng theo chính Norgay thì có lẽ đó là vào cuối tháng Năm dựa vào thời tiết và vụ mùa. Sau chuyến leo núi thành công lên đỉnh Everest ngày 29 tháng 5, ông quyết 
định lấy ngày này làm ngày sinh nhật của mình.
Ban đầu ông được gọi là Namgyal Wangdi, nhưng đã được đổi tên thành Ngawang Tenzin Norbu khi còn bé theo lời khuyên của vị Lạt-ma đứng đầu và là người lập nên Tu viện Rongbuk nổi tiếng. Cha của Tenzing là một người chăn bò yak có tên Ghang La Mingma (mất năm 1949) còn mẹ ông là Dokmo Kinzom. Tenzing Norgay là con thứ 11 trong số 13 đứa con của gia đình, phần lớn trong số này qua đời khi còn trẻ.
Từ khi còn là một đứa trẻ Tenzing Norgay đã hai lần bỏ tới Kathmandu và ở tuổi 19, thì Tenzing bắt đầu định cư trong cộng đồng người Sherpa ở Too Song Bhusti thuộc Darjeeling, bang Tây Bengal, Ấn Độ.

## Sự nghiệp leo núi

### Những nỗ lực đầu tiên

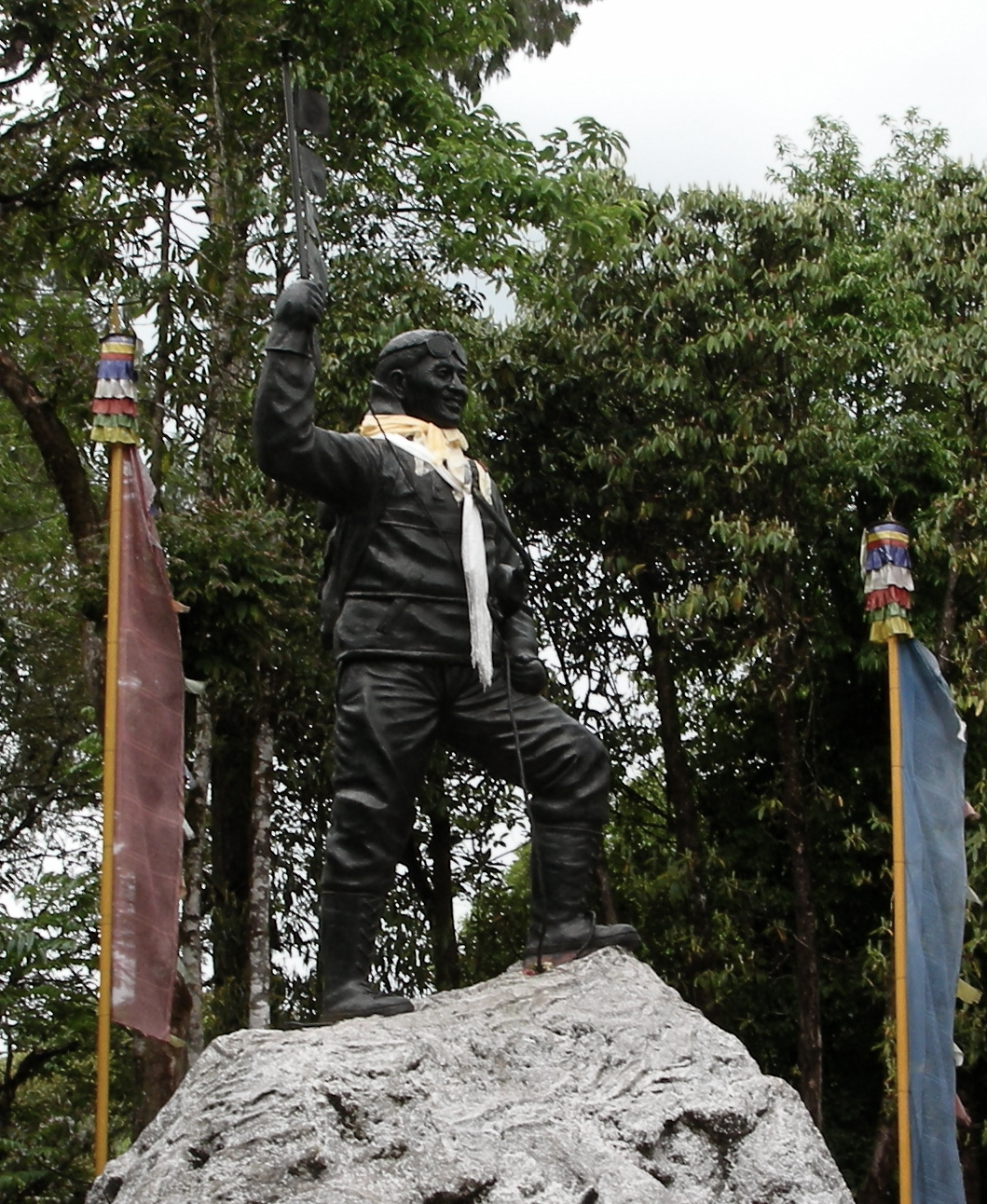
Tượng Tenzing Norgay

Từ thập niên 1930 Tenzing Norgay bắt đầu tham gia chuyên chở đồ đạc trong ba chuyến thám hiếm chính thức của người Anh lên đỉnh Everest. Ông cũng có mặt trong một số cuộc leo núi khác ở tiểu lục địa Ấn Độ trong đó theo ông khó khăn nhất là chuyến leo lên dãy núi Nanda Devi.
Năm 1947 Tenzing lại tham gia một chuyến chinh phục đỉnh Everest bất thành khác cùng Earl Denman và Ange Dawa Sherpa. Ba người đã dùng con đường bất hợp pháp từ phía Tây Tạng để leo lên đỉnh nhưng phải dừng lại ở độ cao 6700 mét vì bão tố. Năm 1952 Tenzing Norgay được chọn vào đoàn thám hiểm của Thụy Sĩ do Raymond Lambert chỉ huy, đây là đoàn thám hiểm đầu tiên leo lên đỉnh núi từ sườn phía Nepal, mặc dù không thành công nhưng họ cũng đạt tới độ cao kỉ lục là 8599 mét.

### Chinh phục đỉnh Everest
Năm 1953, Tenzing Norgay tham gia chuyến leo lên đỉnh Everest của nam tước John Hunt, đây là lần thứ 7 ông tham gia một nỗ lực như vậy và cũng là lần đầu tiên ông, cùng Edmund Hillary, thành công trong việc leo lên đỉnh núi vào ngày 29 tháng 5 năm 1953. Sau thành công này Tenzing được Chính phủ Anh tặng thưởng Huân chương George.
Tenzing Norgay và Edmund Hillary là những người đầu tiên đặt chân lên đỉnh Everest, tuy nhiên giới báo chí vẫn tò mò muốn biết ai trong số hai người đã đặt bước chân đầu tiên lên nóc nhà của thế giới. Tenzing sau đó đã trả lời: "Nếu như việc trở thành người thứ hai bước lên đỉnh Everest là sự xấu hổ, thì tôi sẽ phải sống với sự xấu hổ này.". Các phóng viên cũng đề cập đến việc tại sao trong các bức ảnh chụp trên đỉnh núi chỉ có mặt Tenzing chứ không có mặt Hillary, Edmund đã trả lời rằng: "Tenzing không biết cách sử dụng máy ảnh và trên đỉnh Everest thì chẳng có chỗ nào để tôi dạy anh ấy cách dùng nó cả". Hai người sau chuyến leo núi vẫn tiếp tục giữ mối quan hệ bạn bè cho đến khi Tenzing qua đời.

### Giai đoạn cuối
Sau này Tenzing Norgay trở thành người phụ trách đào tạo thực hành cho Viện leo núi Himalaya ở Darjeeling. Năm 1978 ông lập ra Tenzing Norgay Adventures, một công ty chuyên cung cấp các cuộc du hành lên dãy Himalaya. Từ năm 2003 công ty này được điều hành bởi con trai Tenzing, là Jamling Tenzing Norgay, người cũng đã leo lên đỉnh Everest năm 1996.

## Đời tư
Tenzing đã ba lần lập gia đình. Người vợ đầu tiên của ông là Dawa Phuti mất sớm từ năm 1944. Họ có một con trai, Nima Dorje, cũng qua đời khi mới lên 4, và hai con gái, Pem Pem và Nima. Vợ hai của Tenzing, Ang Lahmu, là em họ của người vợ đầu, tuy nhiên hai người không có con. Theo tục lệ của người Sherpa, Tenzing Norgay được cưới thêm một người vợ thứ ba là Dakku, họ có hai người con trai là Jamling và Dhamey.
Tenzing Norgay chưa bao giờ học đọc hoặc học viết, tuy vậy ông có thể nói nhiều thứ tiếng khác nhau, bên cạnh tiếng mẹ đẻ là thổ ngữ Sherpa, ông còn có thể nói thành thạo tiếng Nepal, tiếng Anh, tiếng Tây Tạng và một số ngôn ngữ khác của tiểu lục địa Ấn Độ.
Tenzing Norgay qua đời tại Darjeeling thuộc bang Tây Bengal, Ấn Độ ngày 9 tháng 5 năm 1986.